# آلاداغ (ترکیه)
الاداگ، ترسوس (به لاتین: Aladağ, Tarsus) یک منطقهٔ مسکونی در ترکیه است که در استان مرسین واقع شده‌است.

## خصوصیات
الاداگ ۲۶۳ نفر جمعیت دارد و ۲۳۵ متر بالاتر از سطح دریا واقع شده‌است.